# 川崎市立南生田小学校
川崎市立南生田小学校（かわさきしりつ みなみいくたしょうがっこう）は、神奈川県川崎市多摩区南生田3丁目にある公立小学校。

## 概要
本校は、生田小学校から、一部学区を分離して開校した。

## 沿革
- 1976年（昭和51年）
  - 4月1日 - 生田小学校から分離し、川崎市立南生田小学校開校。
  - 7月7日 - 校章制作・制定。
  - 8月28日 - 校歌制定。
  - 9月11日 - PTA設立総会。
  - 9月20日 - 校旗制定。
- 1977年（昭和52年）
  - 2月28日 - 体育館完成。
  - 3月3日 - 開校記念式典挙行。
  - 7月5日 - プール完成。
- 1978年（昭和53年）5月15日 - 正門新設。
- 1986年（昭和61年）11月1日 - 創立10周年記念式典挙行。わんぱく山山開き、記念碑および造園記念誌社会科副読本他。
- 1987年（昭和62年）11月27日 - 学校緑化の植樹（サクラ、ツツジ、ドラセラ他）。
- 1996年（平成8年）11月2日 - 創立20周年記念式典挙行。記念誌、記念歌「大空に向かって」記念の旗、キャラクター：ナントビーシンボル旗・校旗作成。
- 1997年（平成9年）11月10日 - コンピューター室設置完了。
- 2001年（平成13年）5月1日 - 図書貸し出し返却コンピューター化開始。
- 2006年（平成18年）11月11日 - 創立30周年記念式典挙行。

## 通学区域
- 栗谷1丁目（8番・10番）
- 栗谷2丁目（全域）
- 栗谷4丁目（4番～10番）
- 長沢1丁目（全域）
- 長沢2丁目（全域）
- 長沢3丁目（18番～20番を除く）
- 西生田3丁目（12番～27番）
- 西生田4丁目（12番～14番・19番～24番・25番・26番）
- 西生田5丁目（全域）
- 南生田1丁目（全域）
- 南生田2丁目（1番～20番・28番）
- 南生田3丁目（全域）
- 南生田4丁目（1番～18番）
- 南生田5丁目（全域）
- 南生田6丁目（全域）
- 南生田7丁目（全域）
- 南生田8丁目（全域）

## 進学先中学校
- 川崎市立南生田中学校[1]

## 交通アクセス
- 川崎市営バス生03系統で、「南生田小学校前」バス停下車。
- 小田急電鉄小田原線生田駅から、上述の市バスに乗車し、「南生田小学校前」バス停下車。

## 周辺
- 社会福祉法人紫峰会南いくた保育園 - 進学前保育園のひとつ
- 春秋苑墓地
- 川崎市認定太陽の子保育園 - 進学前保育園のひとつ